# カール・カポトート
カール・カポトート（Carl Capotorto、1959年1月16日 - ）は、アメリカ合衆国の俳優。

## 出演作品
- ザ・ソプラノズ 哀愁のマフィア 第6シーズン（リトル・ポーリー）
- ザ・ソプラノズ 哀愁のマフィア 第5シーズン（リトル・ポーリー）
- ザ・ソプラノズ 哀愁のマフィア 第4シーズン（リトル・ポーリー）
- ザ・ソプラノズ 哀愁のマフィア 第3シーズン（リトル・ポーリー）
- マック／約束の大地
- コールド・ブラッド/殺しの紋章
- ファイブ・コーナーズ／危険な天使たち